# Sustav APG IV
APG IV, sustav klasifikacije cvjetnica četvrta je verzija modernog, uglavnom molekularno utemeljenog, sustava biljne taksonomije za cvjetnice (angiosperme) koji razvija Grupa za filogeniju kritosjemenjača (APG). Objavljen je 2016. godine, sedam godina nakon što je njegov prethodnik, Sustav APG III objavljen 2009. godine, i 18 godina nakon što je prvi sustav APG objavljen 1998. godine. U 2009., linearni raspored sustava objavljen je odvojeno;  dokument APG IV uključuje takav raspored, unakrsnu referencu s onim iz 2009.
U usporedbi sa sustavom APG III, sustav APG IV prepoznaje pet novih redova (Boraginales, Dilleniales, Icacinales, Metteniusales i Vahliales), zajedno s nekim novim porodicama, čineći ukupno 64 reda kritosjemenjača i 416 porodica. Općenito, autori opisuju svoju filozofiju kao "konzervativnu", temeljenu na izmjenama APG III samo tamo gdje je dokazana "dobro potkrijepljena potreba". To je ponekad rezultiralo plasmanima koji nisu kompatibilni s objavljenim studijama, ali gdje su potrebna daljnja istraživanja prije nego što se klasifikacija može promijeniti.